# Sunny Side Up (film)
Sunny Side Up is een Nederlandse televisiefilm uit 2015, geregisseerd door Lourens Blok. 

## Verhaal
Daan en Judith gaan voor een weekend naar Terschelling om hun 7-jarig samenzijn te vieren in het huis van Judiths baas. Eenmaal aangekomen op de plaats van bestemming worden ze bedreigd door twee puberende jongens die het huis willen gebruiken voor het Sunderum, het jaarlijkse eilandsfeest waar niet-eilanders weg moeten blijven. Als ze besluiten te blijven, moeten ze niet alleen het gevecht met de bewoners aan maar ook onder druk van oplopende spanning strijd leveren met zichzelf.

## Rolverdeling
| Acteur            | Personage |
| ----------------- | --------- |
| Egbert-Jan Weeber | Daan      |
| Hannah Hoekstra   | Judith    |
| Ko Zandvliet      | Mick      |
| Jason de Ridder   | Sven      |